# Stadio (Catanzaro)
Stadio ('U Stadiu in dialetto locale) è il quartiere di Catanzaro che ospita il Nicola Ceravolo, cui deve il nome, il PalaGreco, il carcere minorile, l'ospedale Pugliese, il Pontificio seminario regionale San Pio X e il Parco della Biodiversità mediterranea. Si trova nella parte settentrionale della città e fa parte della II circoscrizione.

## Storia
Un tempo quartiere di edilizia popolare, deve il suo aspetto attuale all'espansione della città nel Secondo dopoguerra.

## Luoghi d'interesse
- Parco della Biodiversità mediterranea, un ampio giardino pubblico che ospita, fra le altre attrattive, un teatro, un parco giochi, un giardino botanico e due laghi artificiali.
- Pontificio seminario regionale San Pio X
- Ospedale Arnaldo Pugliese
- Carcere minorile
- Istituto tecnico commerciale "Grimaldi-Pacioli" (Sede Istituto Penale Minorile - Catanzaro)

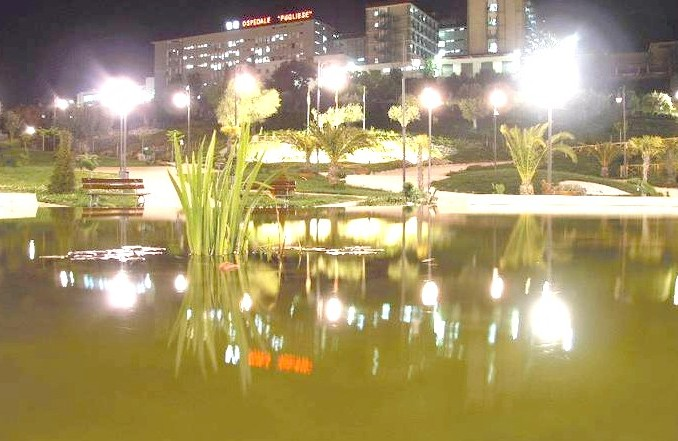
Il parco con l'ospedale sullo sfondo

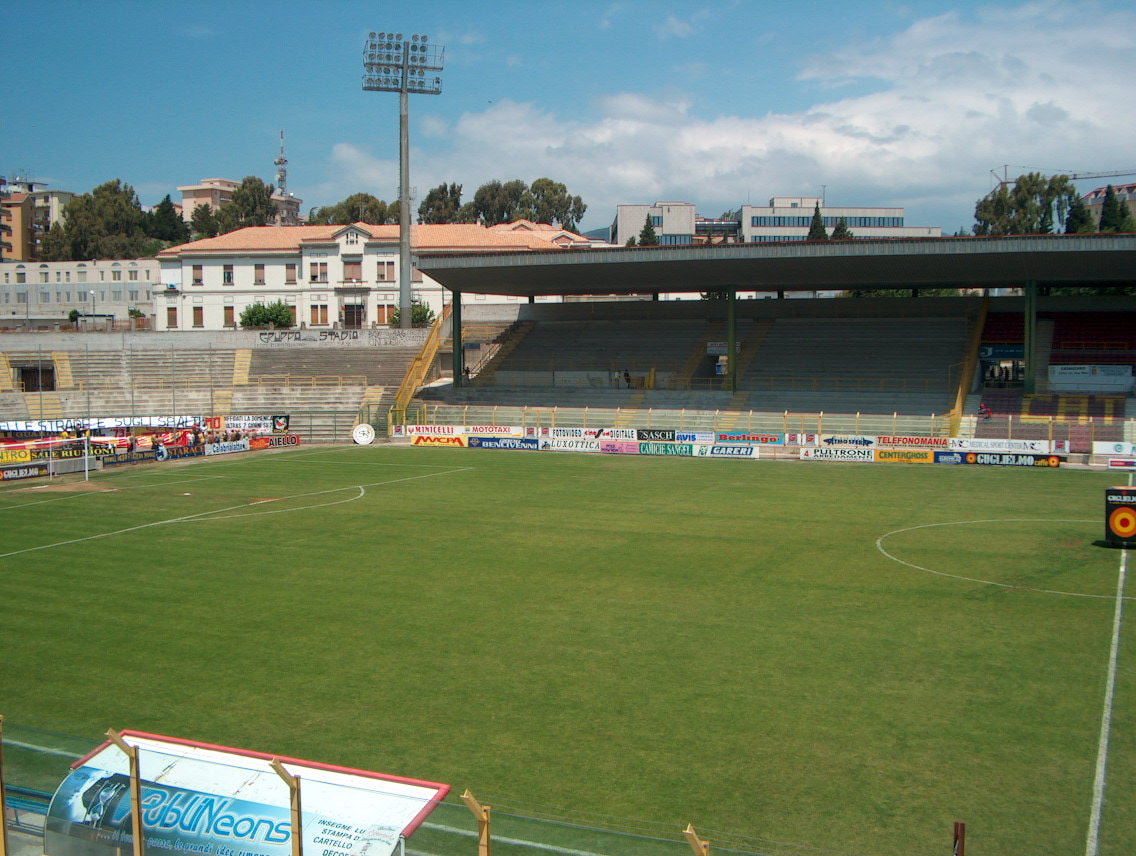
Stadio Nicola Ceravolo

- Stadio Nicola Ceravolo
- PalaGreco
- Cimitero monumentale

## Feste
- Festa della Madonna dei Cieli: 3ª domenica di settembre.